# ماتسوبارا ناوكو
ماتسوبارا ناوكو (باليابانية: 松原直子؛ بالكانا: まつばら なおこ) هي مصممة مطبوعات وفنانة يابانية، ولدت في 1937 في توكوشيما في اليابان.